# Les Liens du sang (téléfilm, 1989)
Cet article concerne le téléfilm de Gérard Pelisson. Pour le téléfilm de Régis Musset, voir Les Liens du sang.
Pour les articles homonymes, voir Les Liens du sang.
Les Liens du sang est un téléfilm documentaire français réalisé par Gérard Pelisson en 1989.

## Synopsis
À l'aube des années 1990, marquées par l'Affaire du sang contaminé, ce documentaire, commandité par l'Établissement français du sang s'attachait à montrer, dès 1989, les enjeux de la transfusion sanguine et de la conservation du sang dans les différents pays de la communauté européenne.

## Fiche technique
- Réalisateur : Gérard Pelisson
- Scénario : Anelyse Lafay-Delhautal
- Musique originale : Pierre-Yves Lenik
- Montage : Gérard Pelisson (France 3)
- Date de diffusion : 16 février 1989 Première en présence du Docteur Majorel-Rivière (Directeur du Centre de Transfusion Sanguine de Valence)
- Date de diffusion : 5 avril 1990 sur France 2
- Date de diffusion : 24 mai 1998 sur Rai 1 (Rai Uno)
- Durée : 34 minutes
- Format : 35 mm, couleur

## Distribution
- Docteur Majorel-Rivière : lui-même